# Saint-Germain-sur-Bresle
Saint-Germain-sur-Bresle là một xã ở tỉnh Somme, vùng Hauts-de-France, Pháp.

## Địa lý
Thị trấn này có cự ly khoảng 16 dặm Anh về phía nam của Abbeville, trên đường D316 và hai bên bờ sông Bresle.

## Dân số
| 1962                                                                             | 1968 | 1975 | 1982 | 1990 | 1999 |
| -------------------------------------------------------------------------------- | ---- | ---- | ---- | ---- | ---- |
| 184                                                                              | 185  | 202  | 203  | 167  | 185  |
| Census count starting from 1962 Source=INSEE: Population without double counting |      |      |      |      |      |